# Новиков, Пётр Сосипатрович
Пётр Сосипа́трович Новиков (1864 — после 1917) — председатель Данковской уездной земской управы, член IV Государственной думы от Рязанской губернии.

## Биография
Православный. Личный дворянин. Землевладелец Данковского уезда (до 158 десятин).
Родился в бедной крестьянской семье села Знаменского Данковского уезда. Рано осиротел и в детстве сильно бедствовал, одно время был деревенским подпаском. Благодаря участию местного помещика графа Д. Н. Толстого получил образование, окончил Могилевскую духовную семинарию, после чего был управляющим имением. В 1887 году начал службу канцелярским служителем, без жалования, в канцелярии данковского уездного предводителя дворянства.
Избирался гласным Данковского уездного и Рязанского губернского земский собраний. В 1901 году был избран членом Данковской уездной земской управы, а в 1910 году — председателем той же управы. Кроме того, в разные годы состоял членом уездного комитета попечительства о народной трезвости, членом уездной землеустроительной комиссии от земства, членом уездного отделения епархиального училищного совета, член уездного училищного совета, а также председателем Данковского общества сельского хозяйства.
В 1912 году состоял выборщиком в Государственную думу по Данковскому уезду от съезда землевладельцев. 3 июля 1914 года на дополнительных выборах от общего состава выборщиков губернского избирательного собрания был избран на место отказавшегося Н. А. Мансурова. Входил во фракцию русских националистов и умеренно-правых, после ее раскола в августе 1915 года — в группу сторонников П. Н. Балашова. Состоял членом комиссий: продовольственной, о народном здравии, по городским делам и земельной.
С началом Первой мировой войны возглавил уездные комитеты по оказанию помощи больным и раненым воинам, а также по оказанию помощи беженцам. Состоял председателем приемной комиссии, занимавшейся обмундированием и снабжением армии. По должности председателя земской управы руководил в уезде закупкой и поставкой продовольствия для армии. После Февральской революции стал уездным комиссаром Временного правительства, однако вскоре отказался от должности, сославшись на плохое здоровье.
Судьба после 1917 года неизвестна.